# Kaminokawa, Tochigi
Kaminokawa (上三川町 Kaminokawa-machi) là thị trấn thuộc huyện Kawachi, tỉnh Tochigi, Nhật Bản. Tính đến ngày 1 tháng 10 năm 2020, dân số ước tính thị trấn là 30.086 người và mật độ dân số là 550 người/km2. Tổng diện tích thị trấn là 54,39 km2.

## Địa lý

### Đô thị lân cận
- Tochigi
  - Utsunomiya
  - Mooka
  - Shimotsuke